# Maestro della Fertilità dell'Uovo

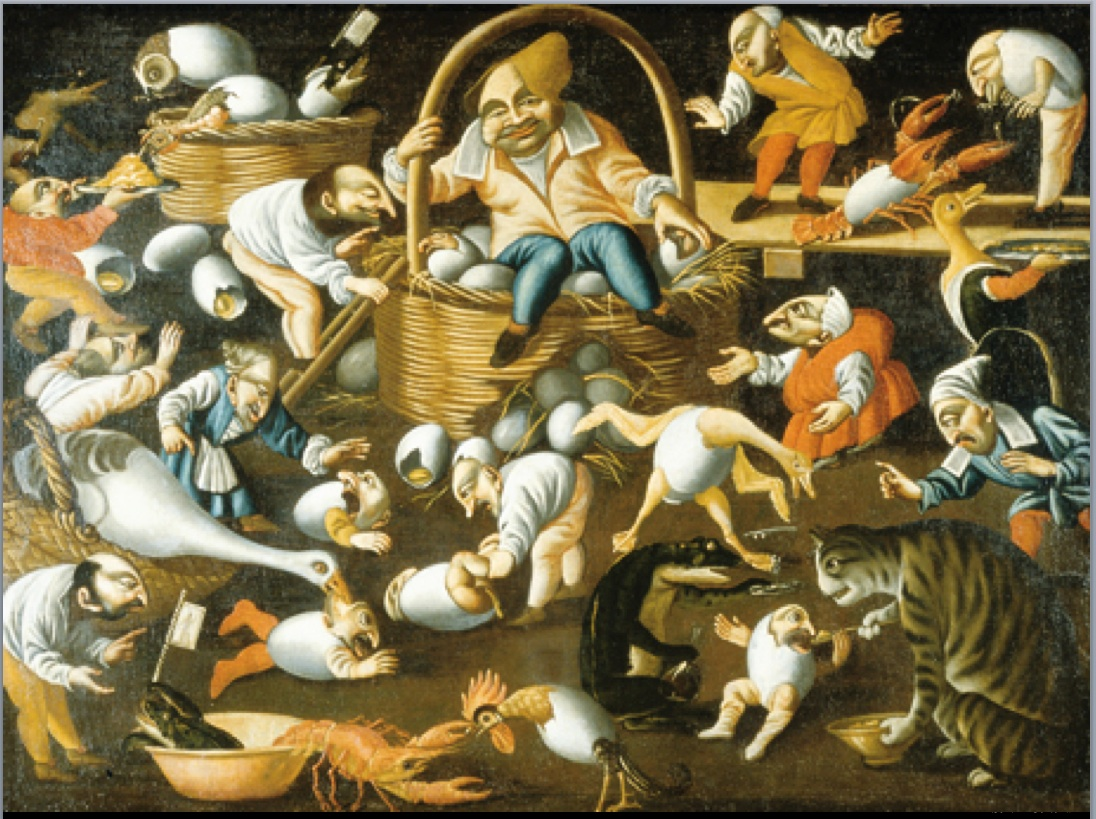
La fertilità dell'uovo (Milwauke Art Museum)

Maestro della Fertilità dell'Uovo (?, XVII secolo – XVIII secolo) è stato un pittore italiano, attivo a Brescia tra la seconda metà del XVII secolo e l'inizio del XVIII. Il nome deriva dall'opera intitolata La fertilità dell'Uovo, conservata nella collezione del Milwaukee Art Museum.

## Biografia
La storica dell'arte Mariolina Olivari fu la prima ad isolare un gruppo di opere di questo maestro nella sua monografia Faustino Bocchi e l'arte di figurar pigmei del 1990. Mise il maestro nella cerchia di Faustino Bocchi, un artista attivo a Brescia intorno allo stesso periodo e noto per il suo genere artistico consistente in dipinti con nani.. Le opere di questo maestro dal taglio mordace e satirico, si distinguono tuttavia da quelle, più oniriche, del Bocchi.
L'identità del Maestro della Fertilità dell'Uovo non è stata ancora stabilita. Alcuni storici dell'arte hanno ipotizzato che possa trattarsi di Bernardino Dehò (1675-1717) da Cremona mentre altri ritengono possa trattarsi di Angelo Esseradts, noto come  ‘il Fiammingo’, il cui nome è stato italianizzato in Everardi. Everardi fu il maestro di Bocchi e introdusse elementi bizzarri e grotteschi dell'arte fiamminga a Brescia.

## Opere

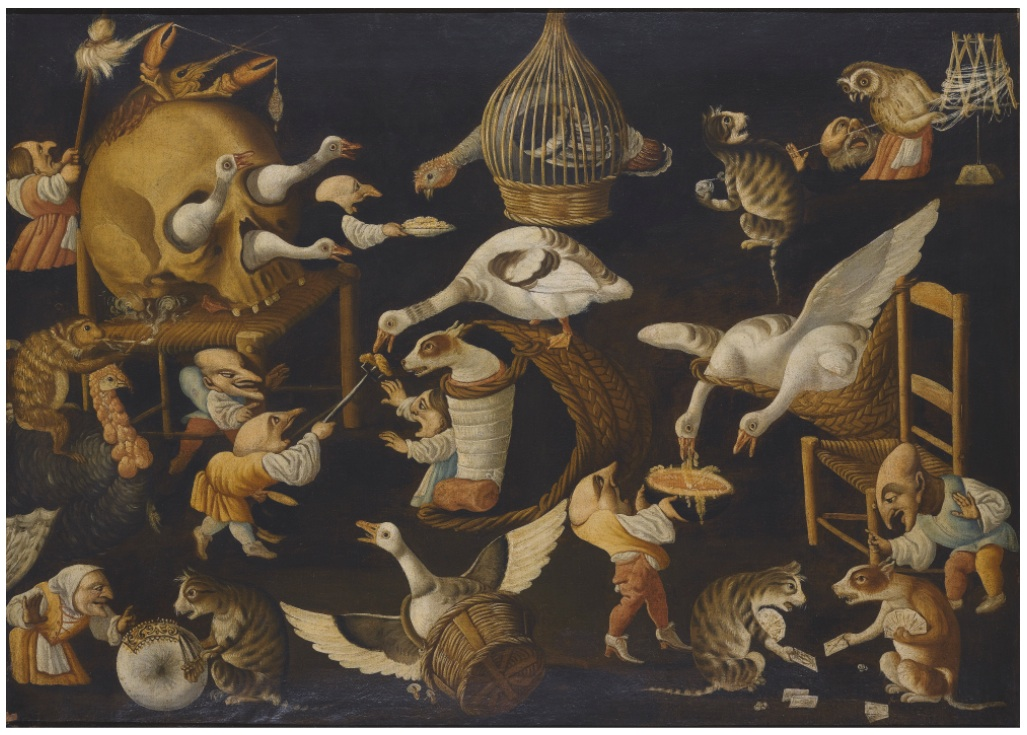
Scena grottesca con animali che giocano e un cane avvolto in fasce.

Le opere di questo maestro raffigurano di solito figure grottesche (generalmente nani) e animali impegnati in varie attività umane. Le opere in genere ignorano lo spazio e sono caratterizzate da una scarsa profondità di campo. Le figure sono spesso dipinte di profilo e si distinguono contro gli sfondi, per lo più piatti e scuri. Questo dà loro l'impressione di essere tagliati fuori. 
Le persone e gli animali presenti nelle composizioni si impegnano in azioni e reazioni disorganizzate. Le composizioni sono ricche di elementi assurdi e grotteschi e spesso è difficile capire che cosa esattamente stia succedendo.  Lo stile cupo del maestro sembra costituire una qualche forma di 'zoologia morale'. I personaggi assurdi hanno forse lo scopo di mostrare la follia della condizione umana, e la vanità e la ridicolaggine della vita.
I dipinti di solito includono uno striscione con una frase misteriosa che spiega presumibilmente l'oggetto della composizione. Di una coppia di dipinti venduta da Sotheby (27-29 gennaio 2005 New York, lotto 369A) c'è scritto Son Capporal Dei Matti Ch osseruo beni patti (Io sono caporale degli sciocchi che ben osserva le regole), mentre nell'altro è scritto Assai Ben Balla A chi fortuna Suona (Balla assai bene a chi la fortuna arride).
La collezione Ruzhnikov detiene un trittico di questo artista, che raffigura un mondo onirico in cui l'ordine naturale è stato rovesciato. L'opera contiene un assemblaggio di figure fantastiche, specifico dell'artista, ognuna delle quali rappresenta un tentativo fallito di spiegare il mondo attraverso l'astrologia e il misticismo. Per esempio, nella prima un maiale è identificato come un astrologo. L'intento del lavoro potrebbe essere stato una satira alla credulità di coloro che credono che le persone possano diffondere queste idee mistiche.
- Il circo delle rane
- Proverbi veneziani
- La festa di Diogene
- I discorsi di Diogene
- La civetta inappetente
- Il concerto
- Contendenti a duello
- Scene in cucina
- Il gatto violinista
- Mamma scimmia
- L'asino nella botte
- I granchi saltimbanchi

## Il trittico della collezione Ruzhnikov

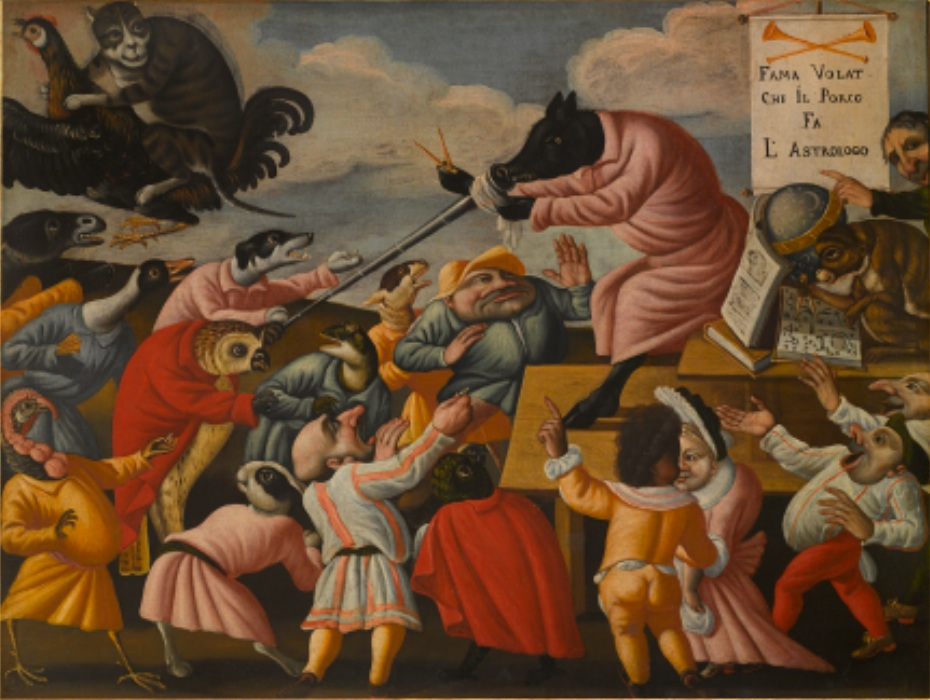
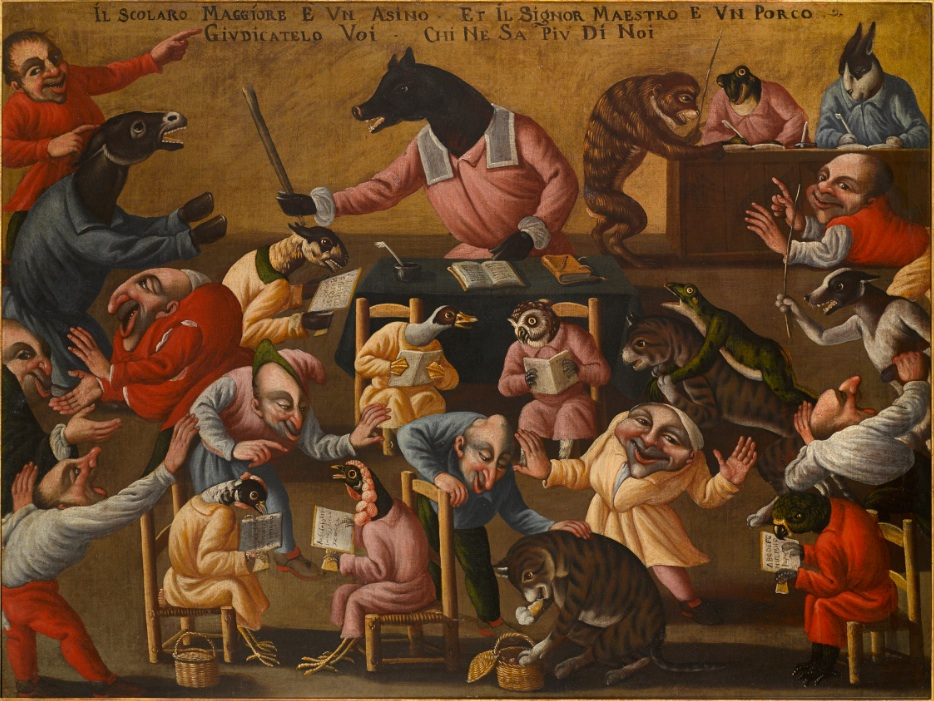
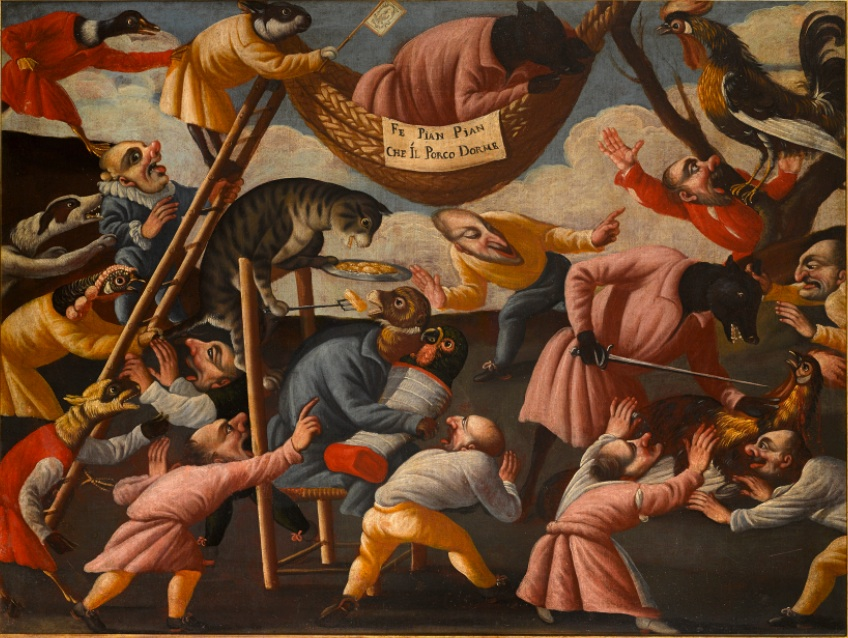